# Serbie à l'époque romaine

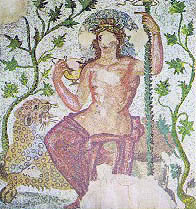
Mosaïque romaine à Felix Romuliana, près de Zaječar, 289 ap. J.-C.

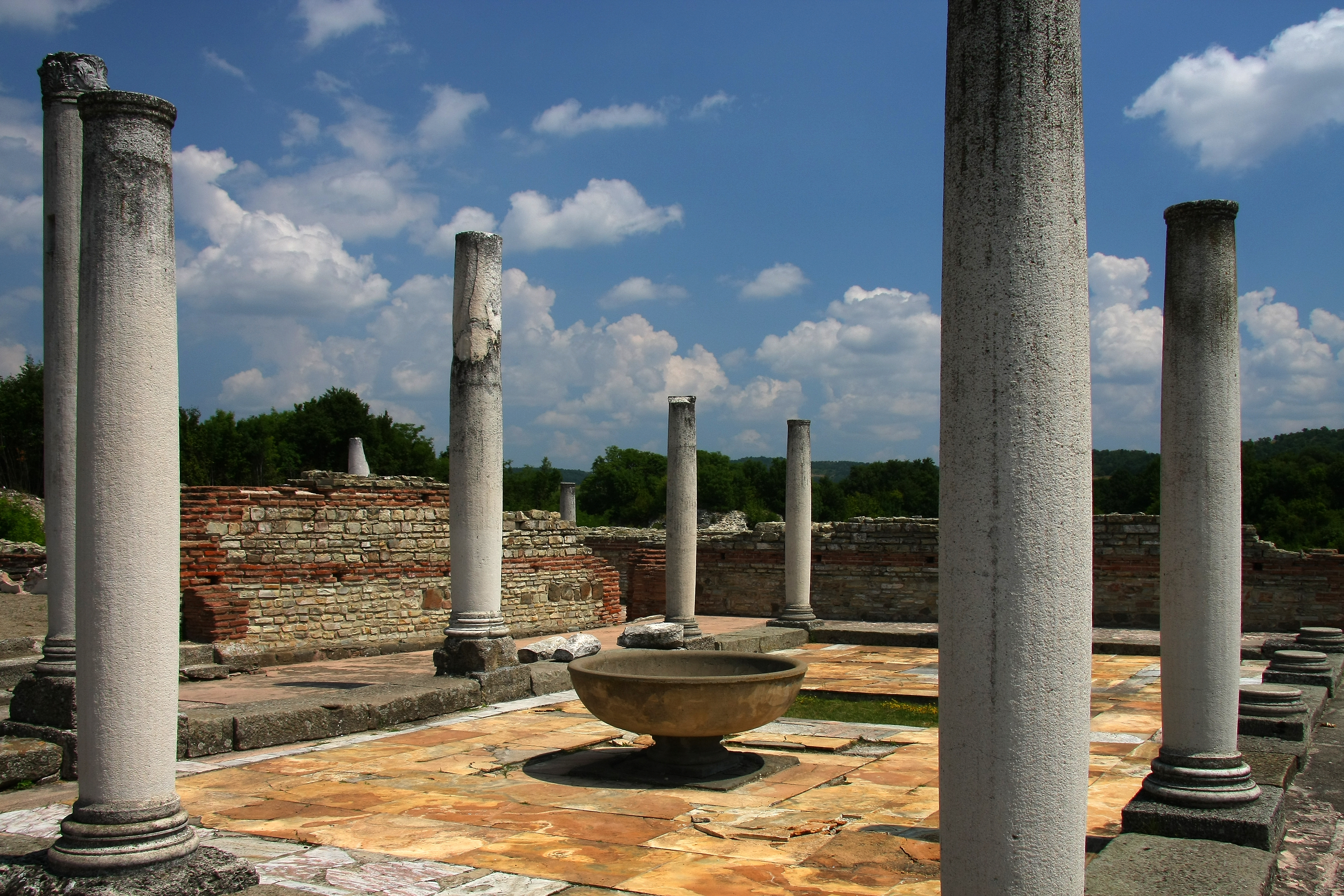
Felix Romuliana, IIIe siècle, site du patrimoine mondial de l'UNESCO.

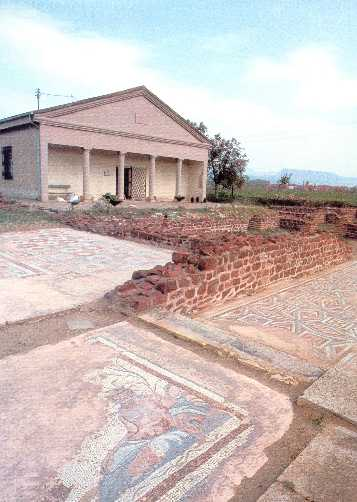
Mediana, lieu de naissance de l'Constantin.

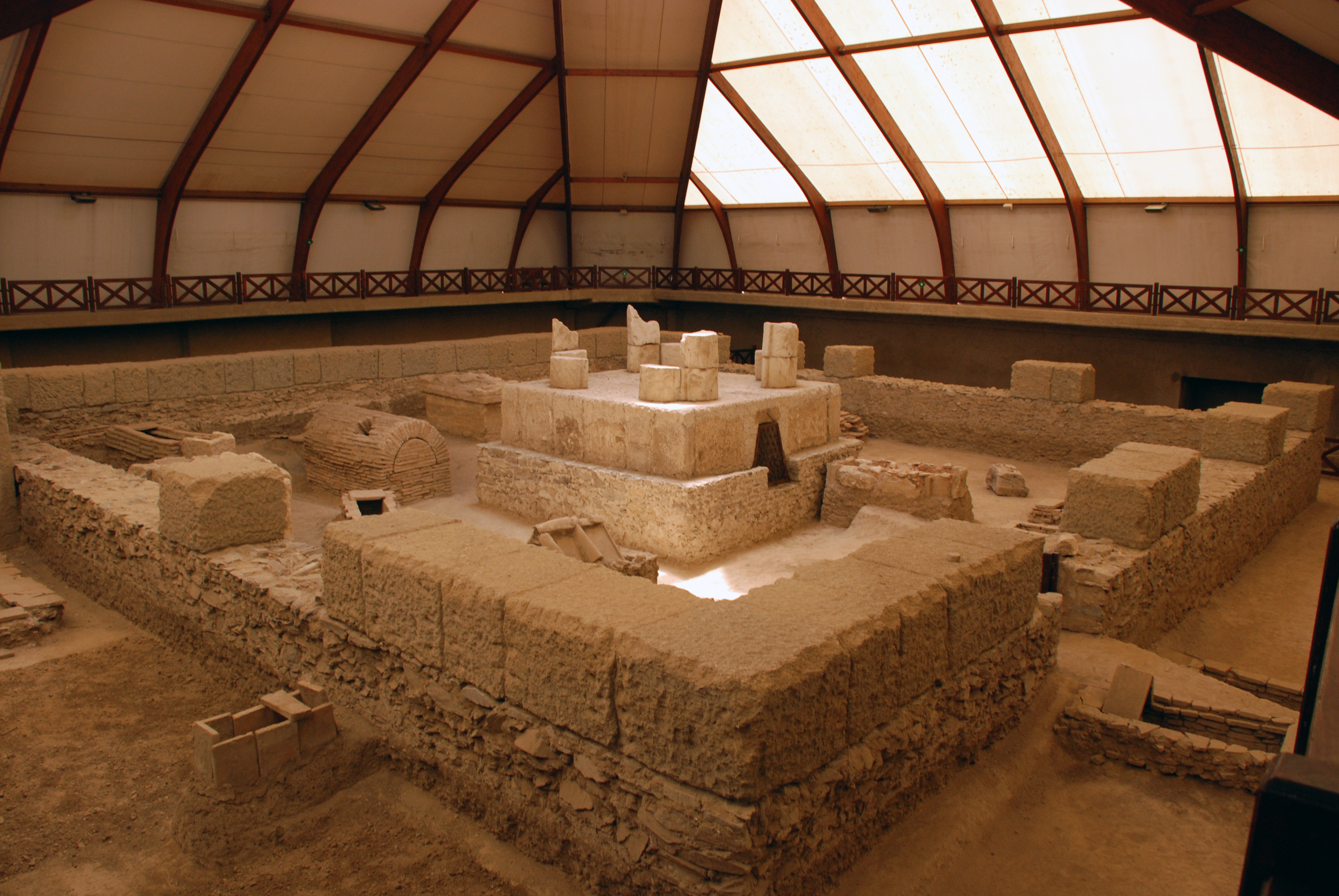
Vestiges de Viminacium, capitale de la Mésie supérieure, Ier siècle.

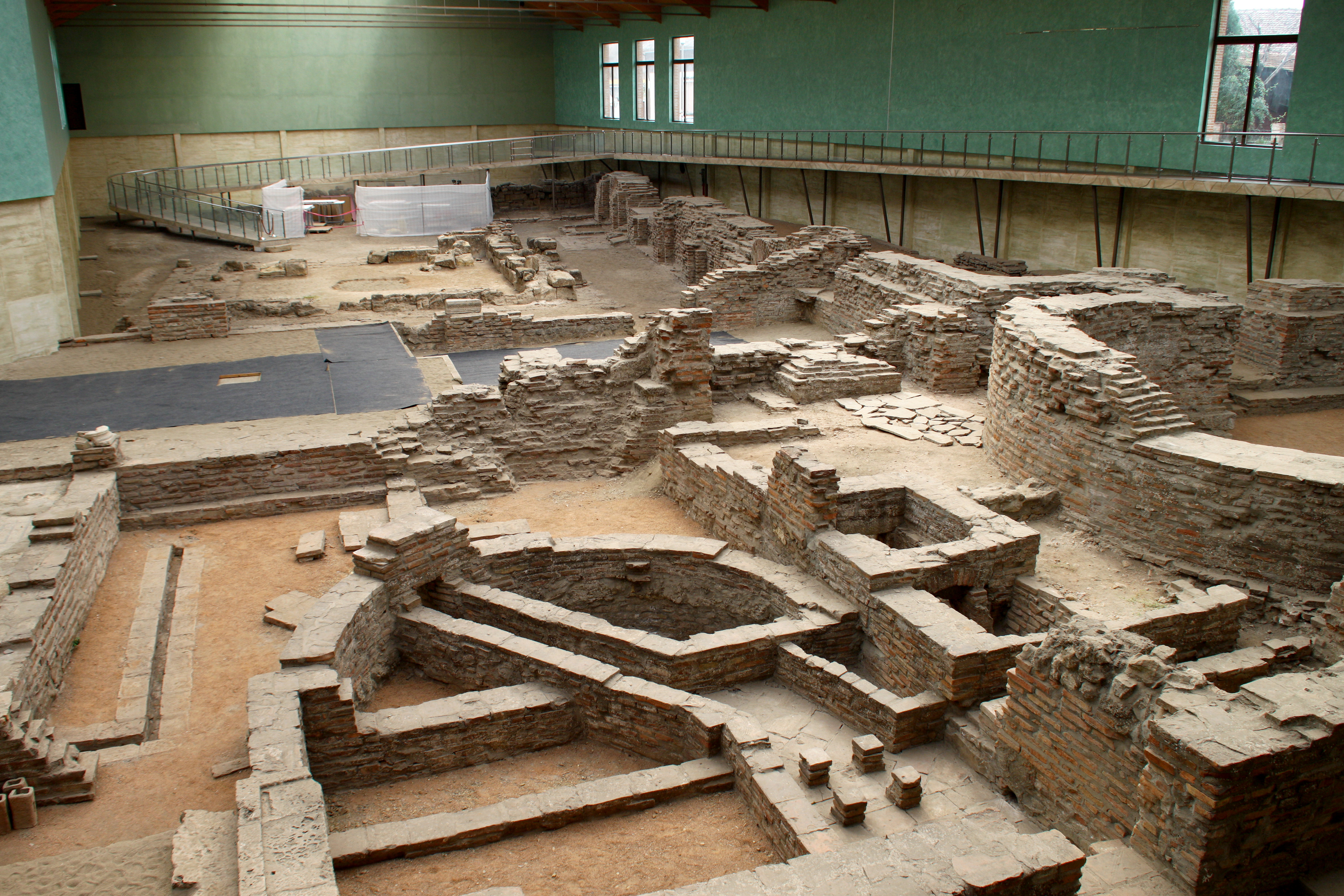
Vestiges de l'ancienne Sirmium, l'une des capitales de l'Empire romain tardif.

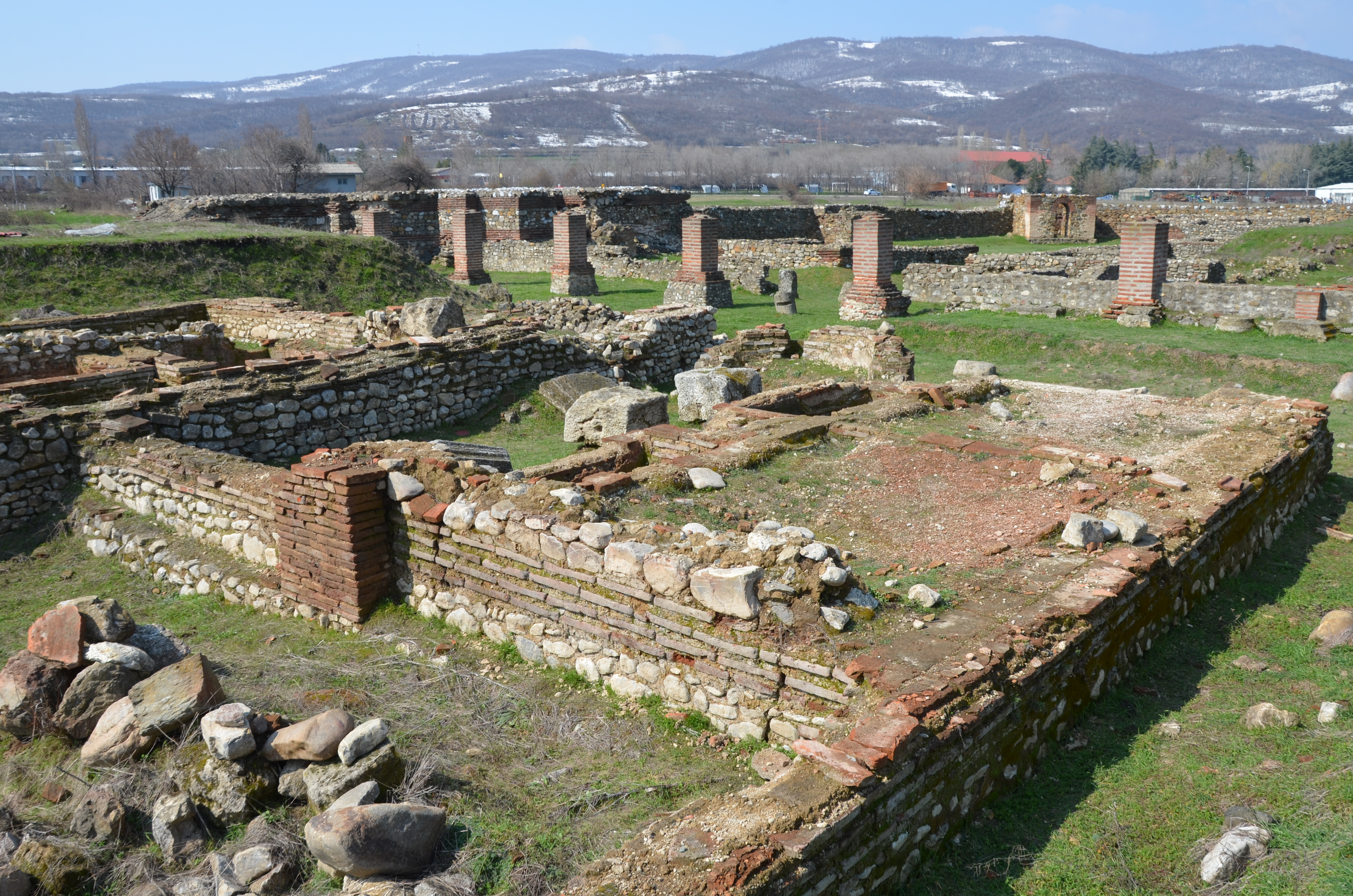
Vestiges de la forteresse de Diana, près de Kladovo,.

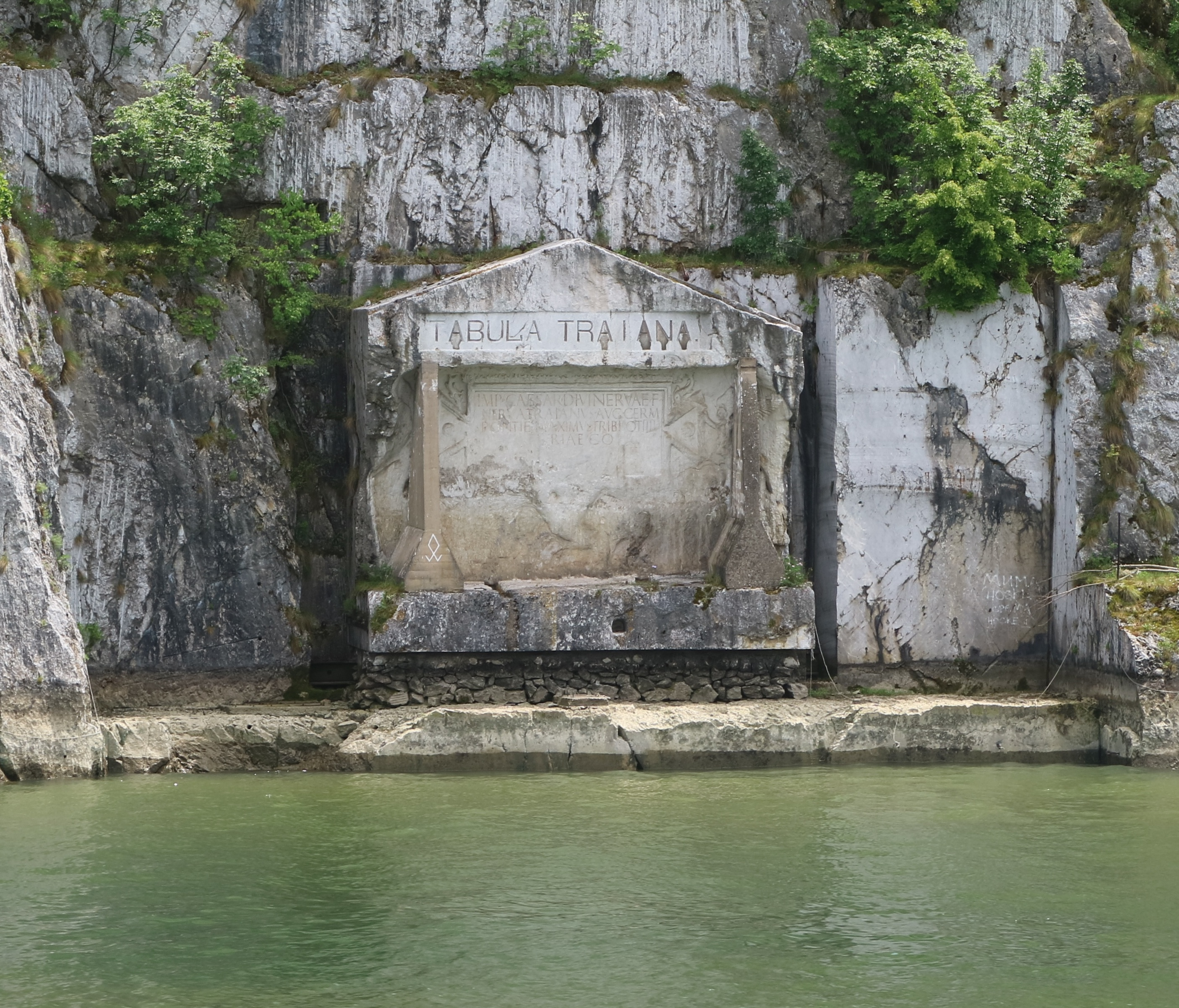
Vestiges de la route de Trajan le long du Danube.

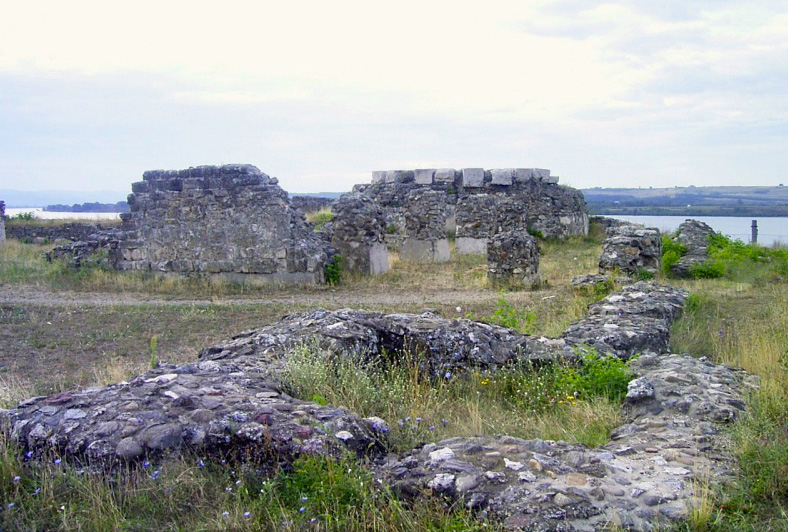
Ruines du pont de Trajan, le plus grand pont du monde antique sur le Danube.

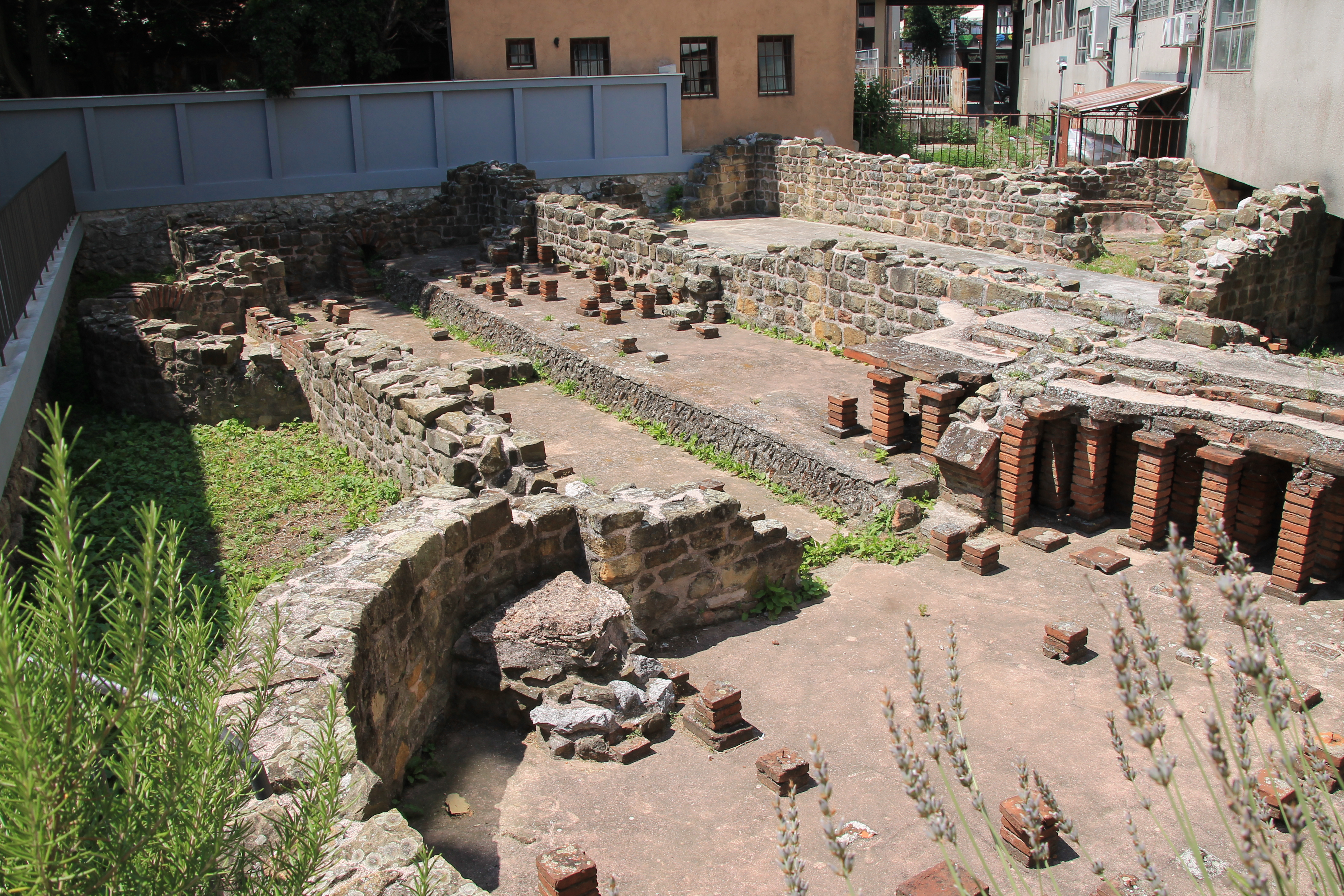
Vestiges de thermes à Čačak, IIIe siècle.

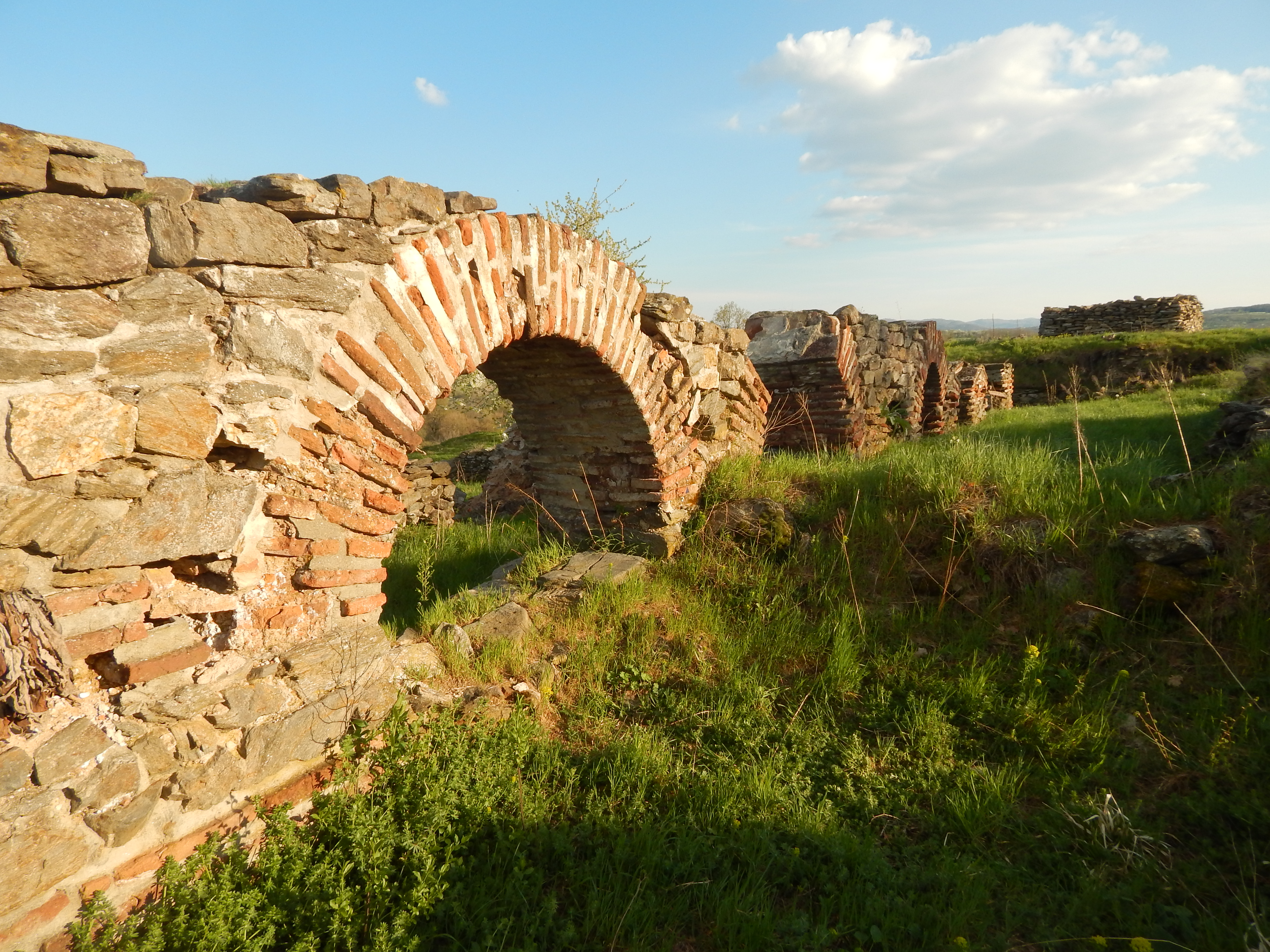
Site romain tardif à Justiniana Prima, près de Lebane, VIe siècle.

Ou territoire de l'État moderne de Serbie faisait partie de l'Empire romain, puis de l'Empire romain d'Orient. En particulier, la région de la Serbie centrale est sous domination romaine pendant environ 800 ans (avec des interruptions), à partir du Ier siècle av. J.-C., interrompue par l'arrivée des Slaves dans les Balkans au cours du VIe siècle, mais poursuivie après la chute du Premier Empire bulgare au début du XIe siècle et définitivement terminée avec l'ascension du Second Empire bulgare à la fin du XIIe siècle. Les territoires sont administrativement divisés en provinces de Mésie (plus tard Mésie supérieure), de Pannonie (plus tard Pannonie inférieure) et de Dardanie. La Mésie supérieure correspond à peu près à la Serbie centrale ; la Pannonie inférieure comprend la partie orientale de la Serbie ; la Dardanie comprend la partie occidentale de la Serbie. Après sa reconquête sur les Bulgares par l'empereur Basile II en 1018, elle est réorganisée en thème de Bulgarie.
Le Danube a influencé l'extension de l'Empire romain ; ses confluents, tels que la Save et la Morava, ont influencé la croissance des forteresses et des villes frontalières. De nombreux auteurs et explorateurs ont écrit sur les traces de l'Empire romain sur la côte du Danube. L'une des localités, Felix Romuliana, est classée sur la liste du patrimoine culturel de l'UNESCO en juillet 2007.
La région est envahie par de nombreux peuples au cours des siècles. La ville de Sirmium (Sremska Mitrovica), située au nord de la Serbie, figure parmi les quatre villes les plus importantes de l'Empire romain tardif, dont elle fut la capitale pendant la Tétrarchie.
La Serbie contemporaine comprend les régions antiques de Mésie, de Pannonie, de certaines parties de la Dalmatie, de Dacie et de Macédoine.

## Histoire

### Conquête romaine
La République romaine conquiert l'Illyrie en 168 av. J.-C., à la suite des guerres d'Illyrie. L'« Illyrie » désignait une région des Balkans occidentaux grossièrement définie du point de vue romain, tout comme la Magna Germania est un terme géographique approximatif qui n'est délimité par aucune unité linguistique ou ethnique.
La future province romaine d'Illyrie se trouve à l'ouest de l'actuelle Serbie.
Les Romains conquièrent une partie de la Serbie en 167 av. J.-C. et créent la province d'Illyrie. L'actuelle Serbie centrale est conquise en 75 av. J.-C., lorsque la province de Mésie est créée. Srem est conquis en 9 av. J.-C. et Backa et Banat en 106 ap. J.-C. après les guerres daciennes.
La ville de Sirmium (Sremska Mitrovica) figurait parmi les quatre premières villes de l'Empire romain tardif, dont elle fut la capitale pendant la Tétrarchie. La Serbie contemporaine comprend les régions antiques de Mésie, de Pannonie, de certaines parties de la Dalmatie, de Dacie et de Macédoine.
Les villes principales de Mésie supérieure durant le Principat sont : Naissus (aujourd'hui Niš), Viminacium (parfois appelé municipium Aelium ; aujourd'hui Kostolac), Singidunum (aujourd'hui Belgrade), Remesiana (aujourd'hui Bela Palanka).
De nombreux nobles et hommes d'État romains sont nés dans l'actuelle Serbie, dont 17 ou 18 empereurs romains (Vétranion n'a pas été universellement reconnu comme empereur, mais a été proclamé césar),.
| Empereur                 | Lieu de naissance dans l'Empire romain          | Implantation actuelle en Serbie | règne                                              | décès                                                        |
| ------------------------ | ----------------------------------------------- | ------------------------------- | -------------------------------------------------- | ------------------------------------------------------------ |
| 1. Trajan Dèce           | v. 201, Budalia Pannonie inférieure             | Martinci                        | Septembre 249-Juin 251                             | Juin 251, Abrittus (Razgrad, Bulgarie)                       |
| 2. Herennius Etruscus    | v. 227, près de Sirmium Pannonie                | Sremska Mitrovica               | Mai-Juin 251                                       | Juin 251, Abrittus (Razgrad, Bulgarie)                       |
| 3. Hostilien             | v. 235, Sirmium Illyrie                         | Sremska Mitrovica               | Juillet-Novembre 251                               | Novembre 251, Rome (Italie)                                  |
| 4. Claude II le Gothique | 10 mai 210, Sirmium Pannonie inférieure         | Sremska Mitrovica               | Septembre 268-Janvier 270                          | Janvier 270, Sirmium                                         |
| 5. Aurélien              | 9 septembre 214, Sirmium Dacia Ripensis (en)    | Sremska Mitrovica               | Septembre 270-Octobre 275                          | Octobre 275, Caenophrurium (Çorlu, Turquie)                  |
| 6. Probus                | 19 août 232, Sirmium Pannonie inférieur         | Sremska Mitrovica               | 276-Octobre 282                                    | Octobre 282, Sirmium                                         |
| 7. Maximien Hercule      | v. 250, Sirmium Pannonie inférieure             | Sremska Mitrovica               | 2 avril 286-1er mai 305; 306-11 novembre 308 ; 310 | Juillet 310, Massilia (Marseille, France)                    |
| 8. Constance Chlore      | 31 mars 250, Naissus Mésie supérieure           | Niš                             | 305-25 juillet 306                                 | 25 juillet 306, Eboracum (York, Grande-Bretagne)             |
| 9. Galère                | v. 250, Felix Romuliana Dacia Ripensis          | Gamzigrad                       | 1er mai 305-Mai 311                                | Mai 311, Felix Romuliana                                     |
| 10. Sévère               | Naissus Mésie supérieure                        | Niš                             | 306-Avril 307                                      | 16 septembre 307, Tres Tabernae (Cisterna di Latina, Italie) |
| 11. Licinius             | c.263, Felix Romuliana Mésie supérieur          | Gamzigrad                       | 11 novembre 308-18 septembre 324                   | 325, Thessalonique (Grèce)                                   |
| 12. Constantin Ier       | 27 février 272, Naissus Mésie supérieure        | Niš                             | 309-22 mai 337                                     | 22 mai 337, Nicomédie (Izmit, Turquie)                       |
| 13. Maximin II Daïa      | 20 novembre 270, Felix Romuliana Dacia Ripensis | Gamzigrad                       | 310-Mai 313                                        | Août 313, Tarsos (Tarse, Turquie)                            |
| 14. Constance II         | 7 août 317, Sirmium Pannonie inférieure         | Sremska Mitrovica               | 337-3 novembre 361                                 | 3 novembre 361, Mopsueste, Cilicie (Turquie)                 |
| 15. Vétranion            | Mésie                                           | Serbie centrale ?               | 1er mars-25 décembre 350                           | v. 356, Prusa ad Olympum (Bursa, Turquie)                    |
| 16. Jovien               | 331, Singidunum Mésie                           | Belgrade                        | 27 juin 363-17 février 364                         | 17 février 364, Dadastana, près de Nicée (İznik, Turquie)    |
| 17. Gratien              | 18 avril 359, Sirmium Pannonie inférieure       | Sremska Mitrovica               | 24 août 367-25 août 383                            | 25 août 383, Lugdunum (Lyon, France)                         |
| 18. Constance III        | Naissus Mésie supérieure                        | Niš                             | 8 février-2 septembre 421                          | 2 septembre 421, Ravenne (Italie)                            |

### Période byzantine
Dans l'histoire de la Serbie, l'ère byzantine correspond à trois périodes distinctes. Le territoire de la future Serbie est sous le contrôle de l'Empire romain d'Orient jusqu'au début du VIIe siècle. Au cours de cette période, l'empereur Justinien Ier (527-565) supervise le renforcement des structures défensives dans la région et fonde la ville de Justiniana Prima, aujourd'hui site archéologique classé au patrimoine culturel de Serbie (Monuments culturels d'importance exceptionnelle). En 535, la ville devient le centre de l'archevêché de Justiniana Prima (en), qui a une juridiction métropolitaine sur toutes les provinces du diocèse de Dacie. Au début du VIIe siècle, la région est envahie par les Avars et les Slaves, ce qui met fin à la domination byzantine. À partir de cette époque et jusqu'au milieu du Xe siècle, la région est contrôlée par l'État slave nouvellement créé, la principauté de Serbie (sr), au début du Moyen Âge. En 971-976, la domination byzantine est brièvement restaurée et le catépanat de Ras (sr) est établi, mais pour une courte durée. Ce n'est qu'après 1018 que le territoire de la Serbie passe sous l'autorité byzantine et qu'il est inclus dans deux themata : le thème de Serbie et le thème de Sirmium, qui existent jusqu'en 1071.

#### Arrivée des Slaves
Les Byzantins regroupent les nombreuses tribus slaves en deux groupes : les Sklavinies et les Antes. Le groupe des Sklavinies est basé le long du Danube moyen, tandis que les Antes se trouvent sur le Danube inférieur, en Scythie Mineure. Certains, comme l'érudit bulgare Zlatarsky, suggèrent que le premier groupe a colonisé l'ouest des Balkans, tandis que des ramifications des Antes ont colonisé les régions orientales. Depuis le Danube, ils commencent à attaquer l'Empire byzantin à partir des années 520. Ils sèment la destruction, emportent du butin et des troupeaux de bétail, font des prisonniers et prennent des forteresses. L'Empire byzantin est à bout de forces pour défendre ses riches provinces asiatiques contre les Arabes, les Perses et les Turcs. Même les premiers raids slaves, numériquement faibles et désorganisés, sont capables de causer beaucoup de perturbations, mais ne leur permettent pas de s'emparer des grandes villes fortifiées de la côte égéenne.
Les Slaves envahissent les Balkans sous le règne de Justinien Ier (527-565), durant lequel 100 000 Slaves attaquent Thessalonique. Les Balkans occidentaux sont colonisés par les Sclaveni (Sklavinies), l'est par les Antes.
Les Sklavinies pillent la Thrace en 545.
En 551, les Slaves traversent Niš, se dirigent initialement vers Thessalonique, et se retrouvent en Dalmatie. Au cours des VIe et VIIe siècles, les tribus slaves tentent à huit reprises de s'emparer de Niš et, lors de la dernière attaque en 615, ils y parviennent.
Ménandre le Protecteur mentionne un roi des Sklavinies, Daurentius (577-579), qui tue un envoyé Avar du Khagan Bayan. Les Avars demandent aux Slaves d'accepter la suzeraineté des Avars, mais il refuse et on rapporte qu'il a dit : « Je ne peux pas accepter la suzeraineté des Avars : Les autres ne conquièrent pas notre terre, nous conquérons la leur [...] elle sera donc toujours pour nous. »
En 577, quelque 100 000 Slaves affluent en Thrace et en Illyrie, pillent les villes et s'installent.
Dans les années 580, à mesure que les communautés slaves du Danube s'agrandissent et s'organisent et que les Avars exercent leur influence, les raids deviennent plus importants et aboutissent à des implantations permanentes. En 586, jusqu'à 100 000 guerriers slaves attaquent Thessalonique. En 581, de nombreuses tribus slaves s'installent dans les environs de Thessalonique, sans jamais prendre la ville elle-même, créant ainsi une « Sclavinie macédonienne. » Comme le raconte Jean d'Éphèse en 581 : « le peuple maudit des Slaves s'est mis en marche et a pillé toute la Grèce, les régions autour de Thessalonique et la Thrace, prenant beaucoup de villes et de châteaux, dévastant, brûlant, pillant et s'emparant de tout le pays. » Cependant, Jean exagère l'intensité des incursions slaves, car il est influencé par sa détention à Constantinople de 571 à 579. De plus, il perçoit les Slaves comme l'instrument de Dieu pour punir les persécuteurs des monophysites. En 586, ils parviennent à razzier l'ouest du Péloponnèse, l'Attique et l'Épire, ne laissant que la partie orientale du Péloponnèse, montagneuse et inaccessible. Durant les campagnes de Maurice dans les Balkans, la dernière tentative de restauration de la frontière septentrionale a lieu de 591 à 605, lorsque la fin des conflits avec la Perse a permis à l'empereur de transférer des unités vers le nord. Cependant, il est déposé à la suite d'une révolte militaire en 602, et la frontière danubienne s'effondre une décennie et demie plus tard.
Les preuves archéologiques en Serbie et en Macédoine concluent que les Serbes blancs pourraient avoir atteint les Balkans plus tôt qu'on ne le pense, entre 550 et 600, car de nombreuses découvertes, des fibules et des poteries trouvées dans des forts romains, indiquent des caractéristiques serbes et pourraient donc avoir fait partie des foedorati byzantins, ou d'une fraction des premiers envahisseurs slaves qui, après s'être organisés dans leur refuge des Alpes dinariques, ont formé l'ethnogenèse des Serbes et ont été graciés par l'Empire byzantin après avoir reconnu leur suzeraineté.

## Unités administratives

### Mésie
Dans les sources géographiques anciennes, la Mésie est délimitée au sud par les Balkans (Haemus) et les monts Šar (Scardus, Scordus, Scodrus), à l'ouest par la Drina (Drinus), au nord par le Danube et à l'est par le Pont-Euxin (la mer Noire). La région est principalement habitée par des peuples thraces, daces et illyriens.
La région tire son nom des Moesi (en), une tribu thraco-dace qui y vit avant la conquête romaine entre 75 av. J.-C. et 29 av. J.-C., et qui devient officiellement une province romaine quelques années plus tard, en 6 ap. J.-C.
Villes et villages, en Mésie supérieure (parfois en Macédoine/Dardanie) :
- Ulpiana[14] (aujourd'hui Lipljan)
- Municipium Dardanorum (sq)[15]
- Dardapara (sq)
- Naissus[16], (aujourd'hui Niš, Nysus à l'époque byzantine)
- Theranda[17] (aujourd'hui Prizren)
- Vicianum (sq) (aujourd'hui Vučitrn)
- Vendenis (sq)
- Velanis

### Pannonie
Les villes de Pannonie, situées dans l'actuelle Serbie, étaient les suivantes :
- Acumincum (Stari Slankamen)
- Bassianae (Donji Petrovci)
- Bononia (Banoštor)
- Burgenae (Novi Banovci)
- Cusum (Petrovaradin)
- Rittium (Surduk)
- Singidunum (Beograd)
- Sirmium (Sremska Mitrovica)
- Taurunum (Zemun)

## Cultures et tribus
| Tribus en Serbie romaine                                                                         | Tribus en Serbie romaine | Tribus en Serbie romaine | Tribus en Serbie romaine | Tribus en Serbie romaine |
| Nom (Groupe)                                                                                     | Époque                   | Territoire               | Notes | Sites                    |
| ------------------------------------------------------------------------------------------------ | ------------------------ | ------------------------ | --- | ------------------------ |
| Voir Serbie ancienne (sr) pour les tribus habitant le territoire de la Serbie avant 75 av. J.-C. |                          |                          | |                          |
| Moesi (en) (Daco-Thrace)                                                                         | 87                       | Serbie centrale          | Crassus les a vainc en 29 av. J.-C., pendant les guerres d'Auguste (en). Ils sont éponymes de Mésie.                                                                                     |                          |
| Triballes (Thrace)                                                                               | 87                       | Serbie centrale          | mentionnés pour la première fois en 424 av. J.-C. Ils combattent les Macédoniens tout au long des Ve et IVe siècles av. J.-C.. Ils sont mentionnés pour la dernière fois au IIIe siècle. |                          |
| Timachi (en) (Thrace)                                                                            | 87                       | Timok                    | une tribu thrace romanisée. |                          |
| Tricornenses (en) (Thraco-Celte)                                                                 | 6                        |                          | tribu romanisée thraco-celte qui gouverne la ville de Tricornium (Ritopek) | Ritopek                  |
| Picenses (Inconnue)                                                                              | 6                        |                          | gouvernent Pincum (Veliko Gradište) |                          |
| Iazyges (Sarmates)                                                                               | 92                       | Bačka Banat              | Pénétration dans le nord de l'empire à la fin du Ier siècle. |                          |
| Gépides (Goths)                                                                                  | 375                      | Voïvodine                | tribu gothique de Voïvodine, en Serbie. |                          |

## Sources
- Dejan Bulić, The World of the Slavs: Studies of the East, West and South Slavs: Civitas, Oppidas, Villas and Archeological Evidence (7th to 11th Centuries AD), Belgrade, The Institute for History, 2013, 137–234 p. (ISBN 9788677431044, lire en ligne), « The Fortifications of the Late Antiquity and the Early Byzantine Period on the Later Territory of the South-Slavic Principalities, and their re-occupation »
- Sima Ćirković, The Serbs, Malden, Blackwell Publishing, 2004 (ISBN 9781405142915, lire en ligne)
- Florin Curta, « Limes and Cross: the Religious Dimension of the Sixth-century Danube Frontier of the Early Byzantine Empire », Старинар, vol. 51,‎ 2001, p. 45–70 (lire en ligne)
- Florin Curta, The Making of the Slavs: History and Archaeology of the Lower Danube Region, c. 500–700, Cambridge, Cambridge University Press, 2001 (ISBN 9781139428880, lire en ligne)
- Florin Curta, Southeastern Europe in the Middle Ages, 500–1250, Cambridge, Cambridge University Press, 2006 (lire en ligne )
- John Given, The Fragmentary History of Priscus, Merchantville, New Jersey, Evolution Publishing, 2014 (ISBN 9781935228141, lire en ligne)
- Đorđe Janković, « The Slavs in the 6th Century North Illyricum », Гласник Српског археолошког друштва, vol. 20,‎ 2004, p. 39–61 (lire en ligne)
- Alexander Kazhdan, « Singidunum », dans The Oxford Dictionary of Byzantium, vol. 3, New York, Oxford University Press, 1991, 1904 p. (ISBN 978-0-19-504652-6, lire en ligne)
- Alexander Kazhdan, « Sirmium », dans The Oxford Dictionary of Byzantium, vol. 3, New York, Oxford University Press, 1991, 1906 p. (ISBN 978-0-19-504652-6, lire en ligne)
- Zorica Kuzmanović et Vladimir D. Mihajlović, « Roman Emperors and Identity Constructions in Modern Serbia », Identities: Global Studies in Culture and Power, vol. 22, no 4,‎ 2015, p. 416–432 (lire en ligne)
- Miroslava B. Mirković, Sirmium: Its History from the First Century AD to 582 AD, Novi Sad, Center for Historical Research, 2017 (lire en ligne)
- András Mócsy, Pannonia and Upper Moesia: A History of the Middle Danube Provinces of the Roman Empire, New York, Routledge, 2014 (1re éd. 1974) (ISBN 9781317754251, lire en ligne)
- Vladimir P. Petrović, « Pre-Roman and Roman Dardania: Historical and Geographical Considerations », Balkanološki institut SANU, no 37,‎ 2007, p. 7–23 (lire en ligne)
- Radomir V. Popović, Le Christianisme sur le sol de l'Illyricum oriental jusqu'à l'arrivée des Slaves, Thessaloniki, Institute for Balkan Studies, 1996 (ISBN 9789607387103, lire en ligne)
- Stanisław Turlej, Justiniana Prima: An Underestimated Aspect of Justinian's Church Policy, Krakow, Jagiellonian University Press, 2016 (ISBN 9788323395560, lire en ligne)
- Michael Whitby, The Emperor Maurice and his Historian: Theophylact Simocatta on Persian and Balkan warfare, Oxford, Clarendon Press, 1988 (ISBN 978-0-19-822945-2, lire en ligne)
- John J. Wilkes, History of the Provinces of the Roman Empire, London, United Kingdom, Routledge and Kegan Paul, 1969 (lire en ligne)
- Jacques Zeiller, Les origines chrétiennes dans les provinces danubiennes de l'Empire romain, Paris, E. De Boccard, 1918 (lire en ligne)